# 一畑パーク

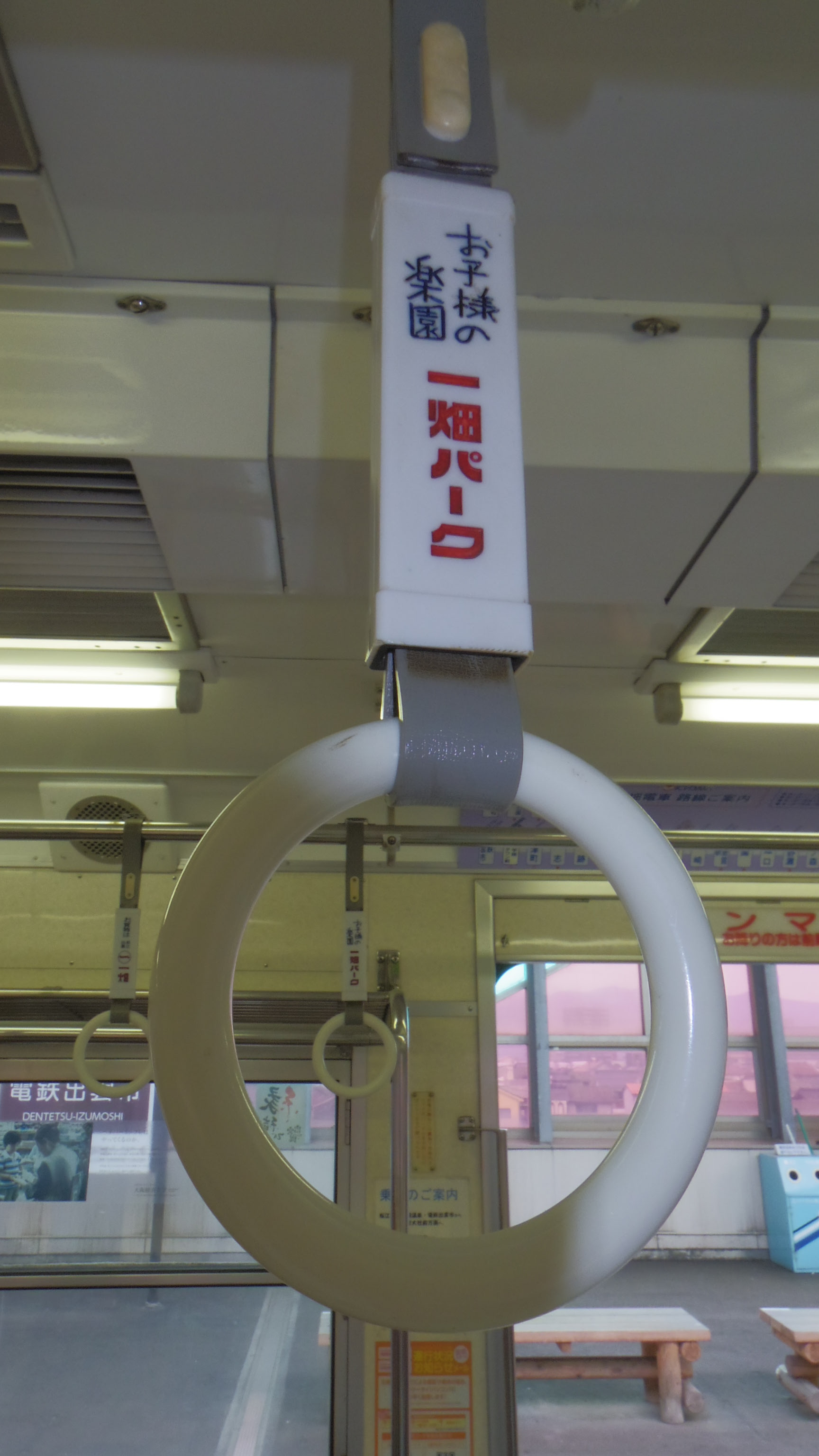
北松江線車内で見られる一畑パークの広告吊革

一畑パーク（いちばたパーク）は、島根県平田市（現在の出雲市）一畑町にかつて存在した遊園地。

## 概要
一畑電気鉄道により、山陰随一の名刹一畑薬師の傍らの山上に開かれ、同じく一畑電気鉄道により開設された有料道路（一畑自動車道）によって結ばれていた。各種アトラクションのほか、ライオンやトラ、ゾウなどのいる動物園があった。
ピーク時には入場者は12万人を数えたが、レジャーの多様化で入園客は年々減少し、開園18年後の1979年（昭和54年）に閉鎖された。

## アトラクション
- アマゾン館
- コーヒーカップ
- 豆汽車
- 豆自動車
- メリーミックル
- 飛行機
- びっくりハウス
- レストハウス

## 沿革
- 1961年（昭和36年）10月 - 開園。
- 1979年（昭和54年）8月 - 閉園。

## 備考
営業当時の広告のキャッチコピーは「お子様の楽園 一畑パーク」であった。
開園当初から「一畑パークへ行こうかナ」から始まるCMソングを使用したテレビCMが放送されていた。
一畑電車北松江線を走る2100系車内には、現在も当時の一畑パークの広告が付けられた吊革がある。
ちなみに、本園と同様に一畑電鉄系列のテーマパークであり、現在の松江市にある松江フォーゲルパーク（2001年（平成13年）開業）を管理運営する株式会社一畑パークは、一畑パーク閉鎖から35年後の2015年（平成27年）2月21日に設立された会社であり、この一畑パークとは別法人である。